# Доситеево (язовир)
Доситеево е язовир в Южна България.
Разположен е в област Хасково, на около километър северно от село Доситеево. Построен е по течението на река Селска. Зарибен е със сом, шаран, каракуда, костур и червеноперка.